# 휴전 (1992년 영화)
《휴전》(A Midnight Clear)은 미국에서 제작된 케이스 고든 감독의 1992년 전쟁, 드라마 영화이다. 제2차 세계 대전의 끝 무렵을 배경으로 하고 있다. 피터 버그 등이 주연으로 출연하였고 데일 폴락 등이 제작에 참여하였다.

## 출연

### 주연
- 피터 버그
- 케빈 딜런
- 아리 그로스
- 에단 호크
- 게리 시나이즈
- 프랭크 월리
- 존 C. 맥긴리

### 조연
- 래리 조슈아
- 데이비드 젠슨
- 커트 로웬스

## 기타
- 원작자: 윌리엄 와턴
- Ass-PD: 마가렛 힐리어드
- 미술: 데이비드 니콜스
- 의상: 바바라 탱크
- 배역: 게리 M. 주커브로드